# Edwin Hall

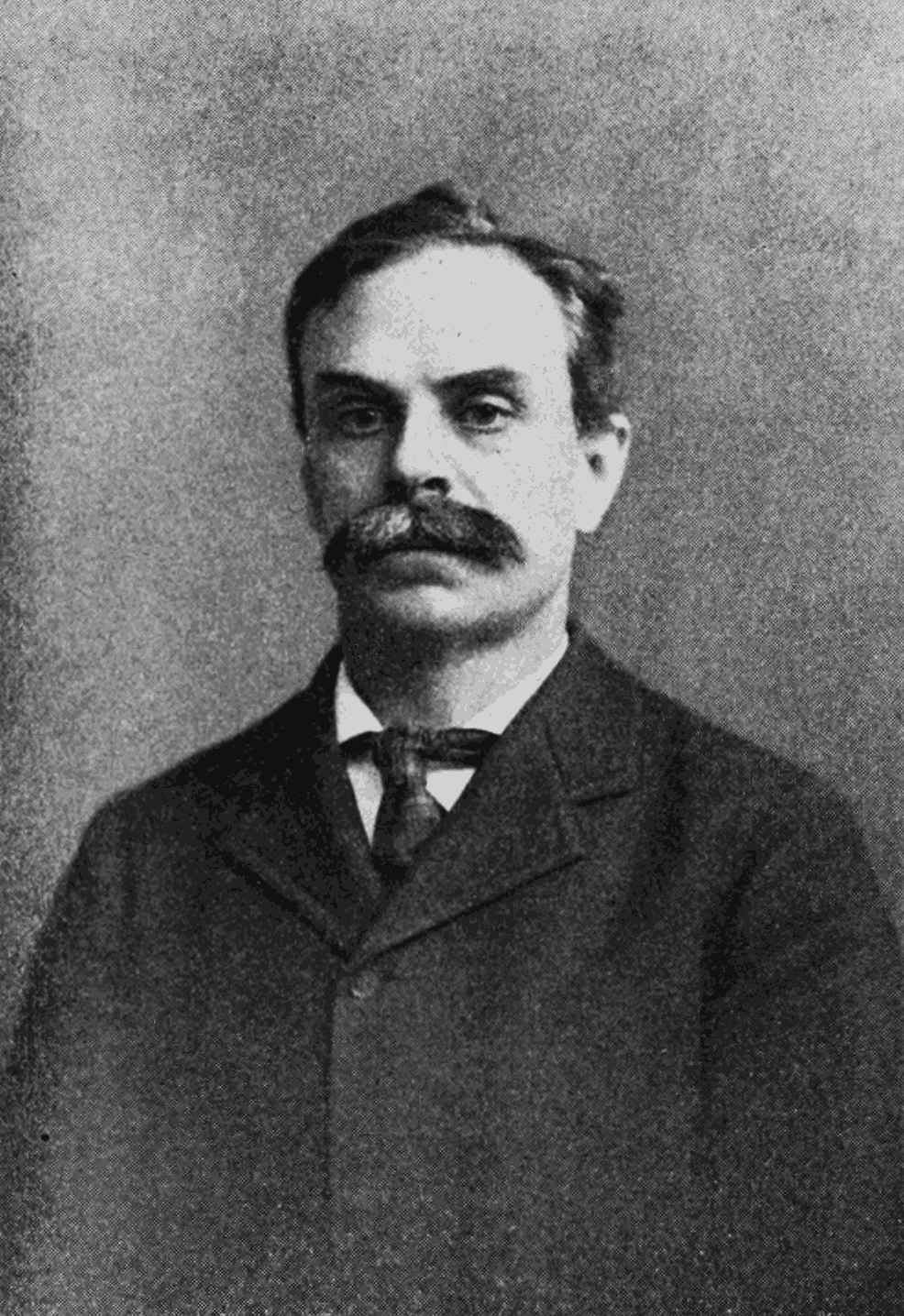
Edwin Hall

Edwin Herbert Hall (Gorham, Maine, 7 november 1855 – Cambridge, Massachusetts, 20 november 1938) was een Amerikaans fysicus. 
Hall is vooral bekend als ontdekker van het hall-effect. Het hall-effect houdt in dat als stroom door een magnetisch veld loopt, er loodrecht op het magnetisch veld een potentiaalverschil ontstaat. Door dit potentiaalverschil te meten, kan de sterkte van het magnetisch veld worden bepaald.

## Biografie
Hall werd geboren op 7 november 1855 in het plaatsje Great Falls in de staat Maine in de Verenigde Staten. Op zijn 24ste (in 1879) ontdekte hij voor zijn proefschrift, onder begeleiding van Henry Augustus Rowland, het naar hem vernoemde hall-effect. Deze bevindingen werden in 1880 in het American Journal of Science en in Philosophical Magazine gepubliceerd. Hall wilde naar aanleiding van een vraag van Maxwell erachter komen of de weerstand van een draad waar stroom doorheen loopt verandert onder invloed van een magneet. Hall werd in 1895 hoogleraar natuurkunde aan Harvard. Hij bleef daar in functie tot aan zijn pensioen in 1921. In 1938 overleed hij in Cambridge in de staat Massachusetts.